# Masoncus pogonophilus
Masoncus pogonophilus is een spinnensoort in de taxonomische indeling van de hangmatspinnen (Linyphiidae).
Het dier behoort tot het geslacht Masoncus. De wetenschappelijke naam van de soort werd voor het eerst geldig gepubliceerd in 1995 door Cushing.